# Северен черен кит
Северен черен кит още Байрдов клюномуцунест кит (Berardius bairdii) е вид бозайник от семейство Hyperoodontidae.

## Разпространение
Видът е разпространен в Канада, Мексико, Русия, САЩ, Северна Корея, Южна Корея и Япония.

## Описание
Теглото им е около 11380 kg.
Продължителността им на живот е около 84 години.